# ماركو شاربنتييه
ماركو شاربنتييه هو لاعب هوكي الجليد كندي، ولد في 23 يناير 1980 في مونتريال في كندا.

## وصلات خارجية
- ماركو شاربنتييه على موقع دوري الهوكي الوطني (الإنجليزية)
- ماركو شاربنتييه على موقع EliteProspects.com (الإنجليزية)
- ماركو شاربنتييه على موقع HockeyDB.com (الإنجليزية)